# BV De Graafschap in het seizoen 1963/64
Het seizoen 1963/1964 was het 10e jaar in het bestaan van de Doetinchemse betaaldvoetbalclub De Graafschap. De club kwam uit in de Tweede divisie B en eindigde daarin op de vijfde plaats. Tevens deed de club mee aan het toernooi om de KNVB beker, hierin werd de club in de eerste ronde, na verlenging, uitgeschakeld door ADO (0–1).

## Wedstrijdstatistieken

### Tweede divisie B
|       | AGOVV | Baronie | D.F.C. | Helmondia '55 | Hermes DVS | Limburgia | LONGA | N.E.C. | NOAD  | Roda JC | SVV   | Vitesse | Wageningen | Wilhelmina | Xerxes |
| ----- | ----- | ------- | ------ | ------------- | ---------- | --------- | ----- | ------ | ----- | ------- | ----- | ------- | ---------- | ---------- | ------ |
| Thuis | 2 – 2 | 0 – 3   | 1 – 1  | 2 – 0         | 3 – 0      | 1 – 0     | 4 – 0 | 4 – 0  | 2 – 1 | 2 – 1   | 3 – 3 | 3 – 1   | 3 – 2      | 3 – 0      | 2 – 4  |
| Uit   | 4 – 1 | 0 – 2   | 2 – 2  | 1 – 4         | 0 – 0      | 2 – 1     | 1 – 2 | 3 – 1  | 2 – 0 | 2 – 0   | 1 – 0 | 2 – 0   | 3 – 0      | 1 – 2      | 2 – 2  |

### KNVB beker
| 1e ronde                                           | De Graafschap | 0 – 1 Na verlenging | ADO                  |
| 29 september 1963 Plaats: Doetinchem De Vijverberg |               |                     | 100' Lambert Maassen |

## Statistieken De Graafschap 1963/1964

### Eindstand De Graafschap in de Nederlandse Tweede divisie B 1963 / 1964
| Stand | Gespeeld | Gewonnen | Gelijk | Verloren | Punten | Doelpunten voor | Doelpunten tegen |
| ----- | -------- | -------- | ------ | -------- | ------ | --------------- | ---------------- |
| 5e    | 30       | 14       | 6      | 10       | 34     | 52              | 44               |

### Topscorers
| #      | Naam           | Goal |
| ------ | -------------- | ---- |
| 1.     | Joop Hartjes   | 25   |
| 2.     | Jan Roes       | 8    |
| 3.     | Theo van Uum   | 6    |
| 4.     | Chris Hartjes  | 5    |
| 5.     | Bertus Mensert | 4    |
| 6.     | Jan Hendriksen | 1    |
| 6.     | Hennie Keuben  | 1    |
| Totaal | Totaal         | 52   |

| #      | Naam        | Goal |
| ------ | ----------- | ---- |
| –      | Geen speler | 0    |
| Totaal | Totaal      | 0    |